# حزب الشعب (مالطا)
حزب الشعب هو جناح يميني لحزب سياسي يميني متطرف في مالطا. من الناحية الأيديولوجية فهو يميني شعبوي ومحافظ، ويعارض الهجرة.

## التاريخ
تم تسجيل حزب الشعب في يوليو 2020 بقيادة بول سالومون الذي سبق له خوض انتخابات 2008 على قائمة العمل الوطني.
في الاجتماع العام السنوي الأول الذي عقد في 4 أغسطس 2020 تم تأكيد بول سالوموني زعيمًا للحزب. سجل سالومون الحزب في يوليو 2020 وبدأ الحزب في وقت لاحق في نوفمبر من نفس العام.
في الانتخابات العامة لعام 2022 تنافس الحزب مع ما مجموعه 8 مرشحين في جميع المقاطعات الـ 13. فشلوا في انتخاب أي من مرشحيهم.